# Dani Rodrik

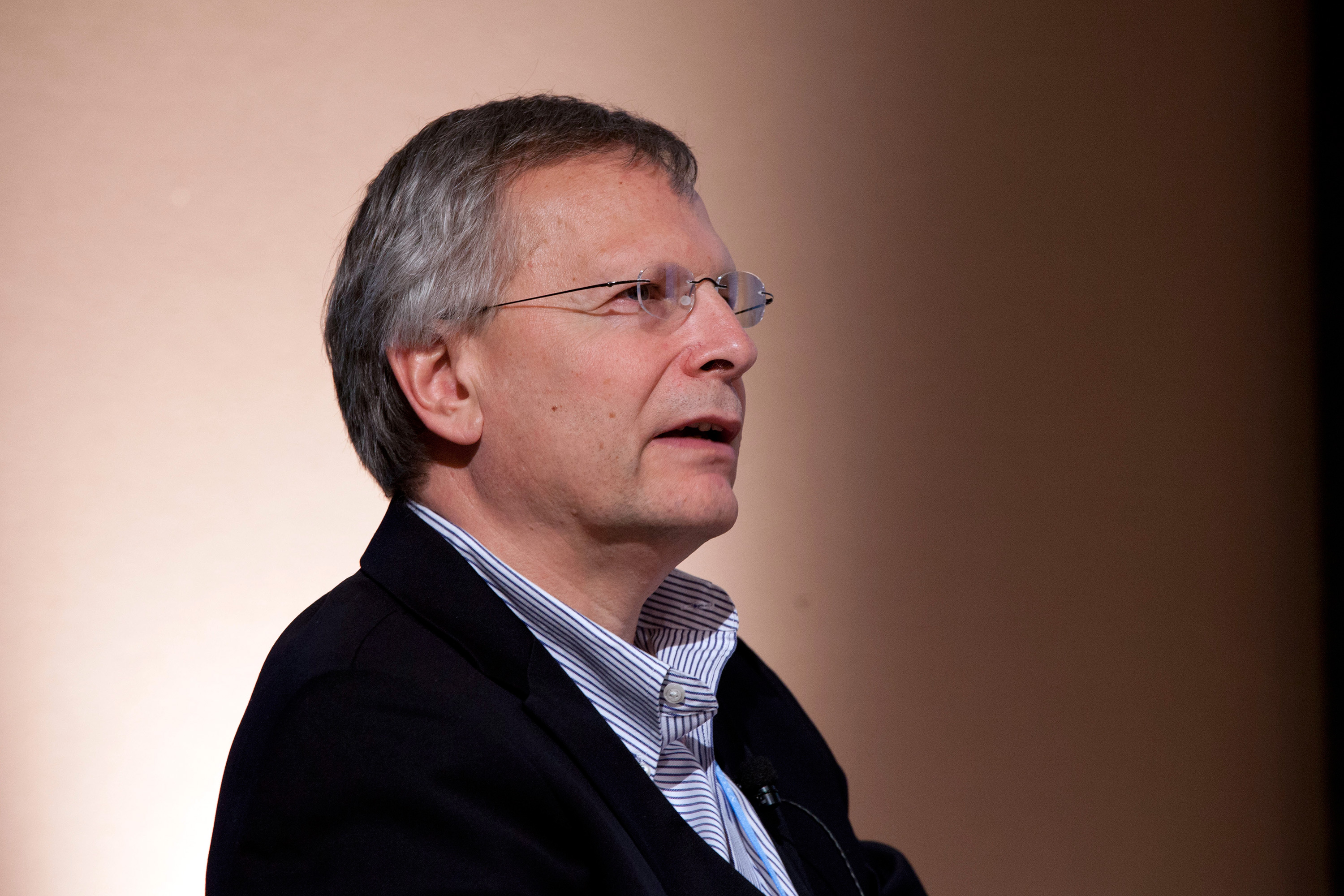
Dani Rodrik

Dani Rodrik (* 14. August 1957 in Istanbul) ist ein türkischer Ökonom und Professor an der Harvard University. Er beschäftigt sich vor allem mit Mechanismen der Wirtschaftspolitik.

## Leben und Wirken
Rodriks Familie ist sephardischer Abstammung. Rodrik lebt seit den 1970er Jahren in den Vereinigten Staaten; er hat einen amerikanischen und einen türkischen Pass.
Nach seinem Schulabschluss am Robert College in Istanbul studierte Rodrik ab 1975 am Harvard College Politikwissenschaften. 1985 machte er seinen Ph.D. in Ökonomie an der Princeton University, dann war er mehrere Jahre an der Columbia University. 
Seit 1996 ist er Professor in der John F. Kennedy School of Government an der Harvard University. 
Von 2013 bis 2015 hatte er eine Professur am Institute for Advanced Study. Auch ist er Gastprofessor an der London School of Economics and Political Science (LSE).

## Positionen
Rodrik ist Kritiker einer Überbetonung der Freihandelspolitik im Zuge der ökonomischen Entwicklung. Während Außenorientierung grundsätzlich mit höherem Wachstum einhergehe, seien entwicklungspolitische Standardrezepte der Handelsliberalisierung keine Erfolgsgaranten und würden effektiveren Wachstumsstrategien im Wege stehen. In seinem Buch Das Globalisierungs-Paradox stellte er die These auf, Freihandel, Demokratie und Nationalstaatlichkeit seien miteinander unvereinbar – man müsse sich gegen eines der drei entscheiden. Er plädierte für die Einschränkung des Freihandels, weil Demokratie ein höheres Gut sei und eine Weltregierung utopisch. Die Globalisierung sieht Rodrik in einigen Bereichen als zu weit gegangen – er nennt dies „Hyper-Globalisierung“, bei der, so DIW-Präsident Marcel Fratzscher im März 2018 in einem Beitrag für Spiegel online, „die Regeln des Welthandelssystems nicht nur liberalisiert, sondern vor allem zugunsten bestimmter Interessengruppen, wie multinationalen Konzernen, verändert wurden“.
Im Jahr 2010 tauchten in einer türkischen Zeitung angebliche Geheimdokumente auf: detaillierte Pläne eines Militärputsches, um die Regierung mit einer Reihe von Anschlägen zu destabilisieren und zu stürzen. Kopf des Komplotts sollte der pensionierte General Çetin Doğan sein – Rodriks Schwiegervater.
Rodrik engagiert sich in öffentlichen Debatten in seinem Heimatland. So äußerte er sich mehrfach kritisch über den Ergenekon-Prozess, in dem u. a. sein Schwiegervater Çetin Doğan angeklagt war.
Rodrik und seine Ehefrau Pinar recherchierten ab Januar 2010 jahrelang, um die Unschuld von Çetin Doğan zu beweisen. 
Mit ihren Forschungen über die dunklen Machenschaften im türkischen Staatsapparat haben sich Rodrik und seine Frau viele Feinde gemacht, zeitweise ermittelten türkische Behörden gegen sie wegen Terrorismusverdacht.
Nach dem Putschversuch in der Türkei am 15./16. Juli 2016 machte Rodrik die Gülen-Bewegung für den versuchten Putsch verantwortlich. Er vertrat die Ansicht, dass ein Erfolg des Militärkomplotts die Aussicht für die türkische Demokratie noch weiter verschlechtert hätte, die Türkei aber bereits seit langem keine echte Demokratie mehr gewesen sei. Der Putsch habe das Einfallstor geöffnet, noch mehr Bürgerrechte zu beschränken und die Rechtsstaatlichkeit abzuschaffen.
Rodrik ist Erstunterzeichner der Berlin Declaration.

## Mitgliedschaften und Ämter
- National Bureau of Economic Research
- Centre for Economic Policy Research
- Institute for International Economics
- Council on Foreign Relations
- Mitherausgeber des Review of Economics and Statistics
- Vizepräsident der International Economic Association
- Fellow der American Association for the Advancement of Science[10]
- Päpstliche Akademie der Sozialwissenschaften (ordentliches Mitglied seit Januar 2020)[11]

## Ehrungen
- 2002: Leontief-Preis[12]
- 2007: Albert O. Hirschman-Preis des ISSC
- 2020: Prinzessin-von-Asturien-Preis für Sozialwissenschaften

## Publikationen (Auswahl)
- mit Alberto Alesina: Distributive Politics and Economic Growth. In: Quarterly Journal of Economics. Band 109, Nr. 2, 1994, S. 465–490
- Has Globalization Gone Too Far? Overseas Development Council, 1999, ISBN 1-56517-027-X
  - Grenzen der Globalisierung. Ökonomische Integration und soziale Desintegration. Campus-Verlag, Frankfurt/New York 2000, ISBN 3-593-36412-3
- The New Global Economy and Developing Countries: Making Openness Work. Overseas Development Council, 1999, ISBN 1-56517-027-X
- The Global Governance of Trade As If Development Really Mattered. In: UNDP. 2001 (online)
- (Hrsg.): In Search of Prosperity: Analytic Narratives on Economic Growth. Princeton University Press, 2003, ISBN 0-691-09268-0
- mit Margaret McMillan & Karen Horn: When Economic Reform Goes Wrong: Cashews in Mozambique. In: Brookings Trade Forum 2003. 2004, S. 97–165
- One Economics, Many Recipes. Globalization, Institutions, and Economic Growth. Princeton University Press, 2007, ISBN 0-691-12951-7.
- mit Pınar Doğan: Balyoz; Bir Darbe Kurgusunun Belgeleri Ve Gerçekler. Destek Medya Prodüksiyon, 2010, ISBN 978-605-4455-11-9.
- The Globalization Paradox. W.W. Norton & Company, 2011, ISBN 978-0-393-07161-0.
  - Das Globalisierungs-Paradox. Die Demokratie und die Zukunft der Weltwirtschaft. Beck, München 2011, ISBN 978-3-406-61351-7.
- Economics Rules: The Rights and Wrongs of the Dismal Science. W.W. Norton & Company, 2015, ISBN 978-0-393-24641-4.
- Straight Talk on Trade: Ideas for a Sane World Economy, Princeton University Press, 2018, ISBN 978-0-691-17784-7.
- mit Olivier Blanchard (Hrsg.): Combating Inequality: Rethinking Government’s Role. MIT Press, Cambridge 2021, ISBN 978-0-262-04561-2.